# Neorthana
Neorthana is een geslacht van kevers uit de familie bladkevers (Chrysomelidae).
De wetenschappelijke naam van het geslacht werd in 1996 gepubliceerd door Medvedev.

## Soorten
- Neorthana fulva Medvedev, 1996